# Gordon Freeman
Gordon Freeman je postava fiktivního fyzika, hlavního protagonisty herní série Half-Life (první díl vydán 1998). Postavu vytvořil Gabe Newell, navržen Newellem a Marcem Laidlawem z Valve Corporation.
Z Gordonova životopisu je známo, že je Američan z Seattlu, graduovaný (Ph.D.) fyzik na MIT v oblasti teoretické fyziky. V prvním dílu Half-Life je sedmadvacetiletý zaměstnanec fiktivních laboratoří Black Mesa Research Facilities v pouštní oblasti Nového Mexika. Při experimentu omylem vytvořil resonanční kaskádu, teleport mezi Zemí a dimenzí zvanou Xen a skrze tento teleport začaly útoky neznámých tvorů. V průběhu hry Freeman tento problém řeší.
Ve hře Freeman nosí speciální protichemický oděv (nazývaný HEV suit - Hazardous EnVironment suit, tmavý s oranžovými prvky a logem lambdy). Součástí tradiční ikonografie postavy je také základní zbraň, páčidlo.
Gordon Freeman byl řadou kritiků a herních recenzentů (např. portálů UGO a GameSpot) řazen mezi nejvlivnější postavy herního světa všech dob.